# Danunäer

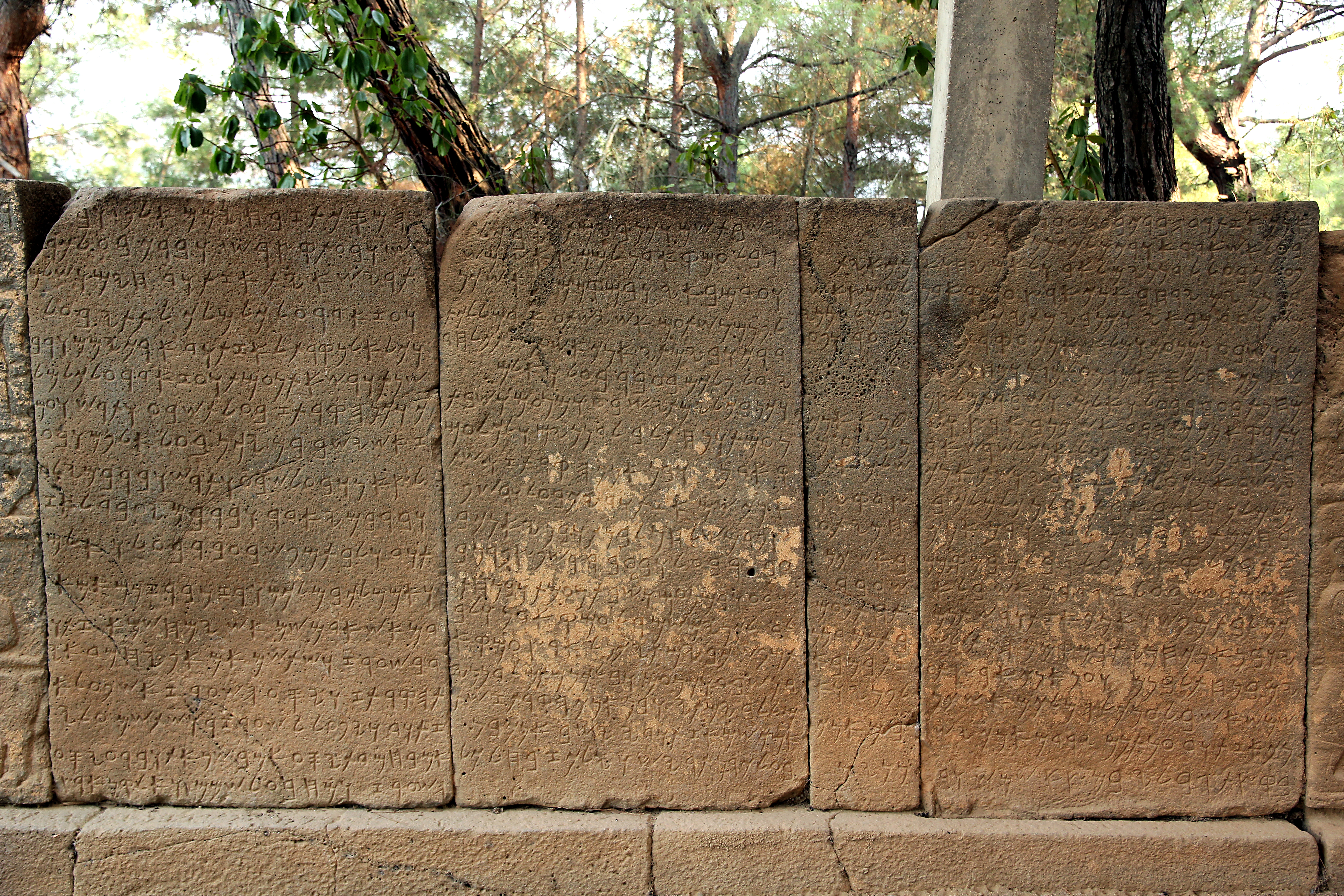
Karatepe-Inschrift des Azzatiwada

Die Danunäer, auch Danuna (phönizisch dnnym, gewöhnlich als Danunīm vokalisiert), waren ein antikes Volk in Kilikien. Sie werden in mehreren Inschriften aus dem 9. bis 7. Jahrhundert v. Chr. erwähnt. Eine Gleichsetzung mit anderen Völkern mit ähnlichen Namen wird in der Wissenschaft kontrovers diskutiert.

## Name
Der Name „Danunäer“ bedeutet nach gängiger Meinung „Leute von Adana“. Die in Kilikien gelegene Stadt Adana hat ihren Namen seit der Bronzezeit beibehalten: hethitisch: Adaniya, hieroglyphenluwisch: Adana (á-DANA-(URBS)), phönizisch: ’dn, altgriechisch: Adana (Ἄδανα). Im Luwischen wurde davon das Ethnikon adanawann(i)- „adanäisch, Adanäer“ geformt, das im Phönizischen zu Danunīm umgebildet wurde. Nach Laroche ist der Abfall eines anlautenden Vokals (Prokope) in Wörtern mit mehr als drei Silben auch sonst im Phönizischen bezeugt. Auch im späten Luwischen zeigt sich die Tendenz, dass ein anlautendes a- wegfallen kann, wie zum Beispiel der Name Suriya für Assyrien in der Çineköy-Inschrift. Für die Bronzezeit ist er nicht bezeugt und auch nicht zu erwarten.

## Überlieferung

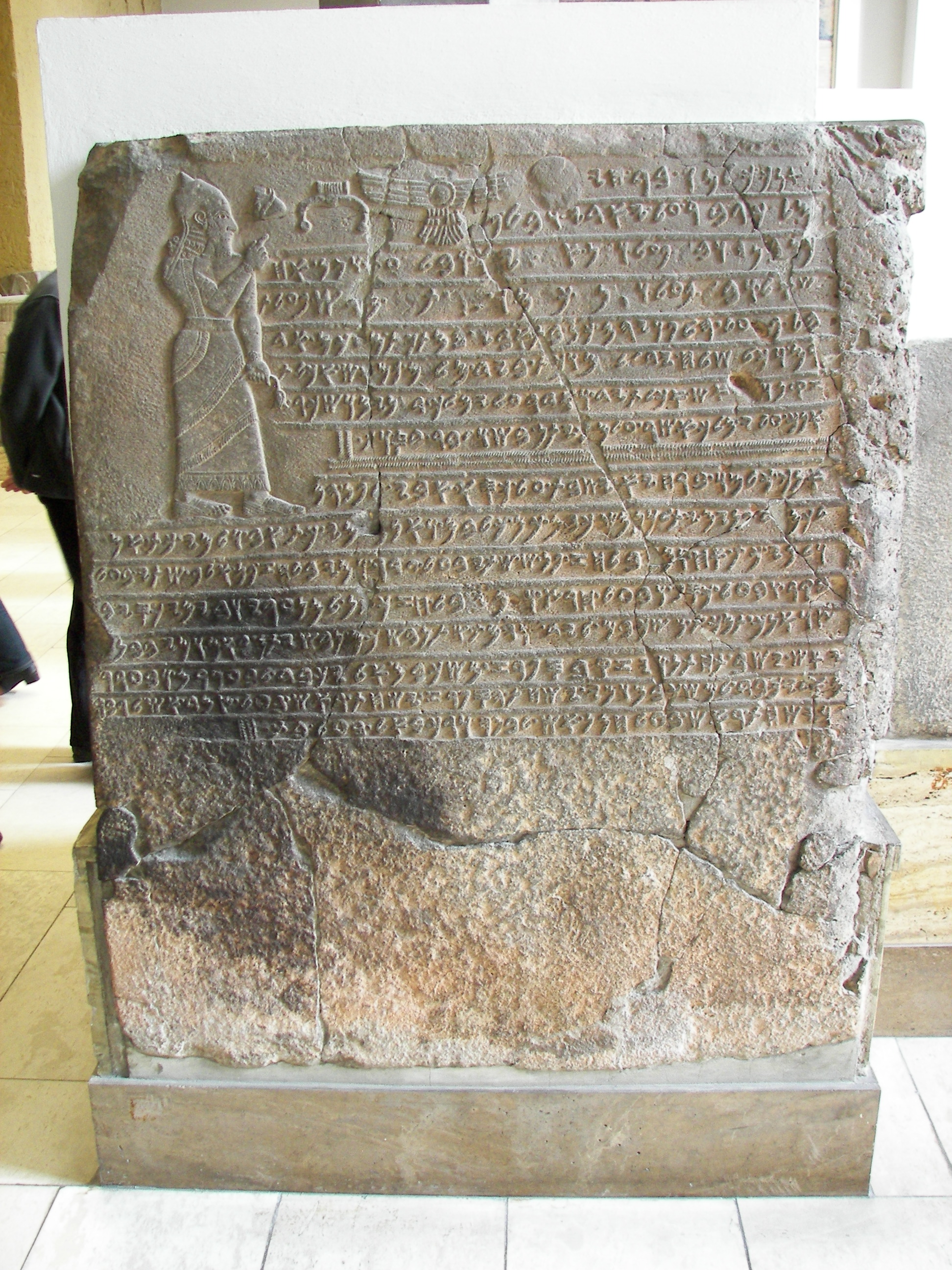
Die Kulamuwa-Stele aus Zincirli

Die Danunäer werden in Inschriften von Çineköy, Hassan Beyli, İncirli, Karatepe und Zincirli erwähnt.
Die älteste und auch zuerst gefundene Inschrift ist die von König Kulamuwa von Zincirli (Samʼal) (um 825 v. Chr.), der vom danunäischen König (mlk dn[n]ym) bedrängt wurde:
„Und der König der Danuna war mächtig über mich, ich aber mietete gegen ihn den König von Assur.“ (Übersetzung:)
Der assyrische König war wohl Salmanassar III. (858-824), welcher in den Jahren 839 und 833 v. Chr. Feldzüge ins Land Que unternahm.
Die phönizische Inschrift von Hassan-Beyli berichtet, dass König Aššur-dan III. (‘šrdn; 772–755 v. Chr.) ins Gebiet von Awariku (‘wrk) einfiel.
Etwas jünger ist die Trilingue von İncirli, nordöstlich von Zincirli bei Sakçagözü, welche einen phönizischen, luwischen und assyrischen Text hat. Die phönizische Inschrift nennt den König Warayka von Que (W’ryks von Qw), aus dem „Haus des Mopsos“ (bt mpš), der aufgrund seiner Loyalität vom assyrischen König Tiglat-Pilesar III. (745–726 v. Chr.) (tklt’plsr mlk ’šr) Land erhielt. Somit kann er mit dem in assyrischen Texten genannten König Urikki identifiziert werden, der für die Jahre 739 und 732 v. Chr. bezeugt ist.
Vermutlich demselben König ist die Inschrift von Çineköy zuzuschreiben. Im phönizischen Text ist der Name des Königs nur teilweise, im luwischen ganz erhalten (phön. w[…, luw. wa/i+ra/i-i-ka). Der König berichtet:
„Und die Danunäer und die Assyrer wurden zu einem Haus.“ (Übersetzung:)
In der luwischen Version steht der Landesname Hiyawa (Hi-ia-wa/i) anstelle der Danunäer. Rotislav Oreshko schlug deshalb vor, das hieroglyphenluwische Zeichen *429 neu als HIYA zu lesen, statt TANA oder DANA, was von der Forschung stark kritisiert wurde.
Der längste Text ist die Bilingue von Karatepe (frühes 8. Jahrhundert v. Chr.), die von Azzatiwada verfasst wurde, dieser lautet:
„Ba‘al machte mich zum Vater und zur Mutter für die Danuna. Ich ließ die Danuna aufleben.“ (Übersetzung:).
Azzatiwada, der sich in seinen Inschriften nicht König nennt, war ein treuer Gefolgsmann von König Awariku, den die phönizische Inschrift als „König der Danunäer“ (’wrk mlk dnnym) bezeichnet, der luwische Text als „König von Adana“ (á-wa/i+ra/i-ku-s á-DANA-wa-ní(URBS) REX-ti).
Aus diesen Texten kann erschlossen werden, dass die Danunäer in Kilikien lebten. Diese wurden von Königen beherrscht, die sich als Nachkommen von Muksa (luw.: Mu-ka-sa) betrachteten, der in phönizischen Inschriften Mpš genannt wurde, und deshalb nicht unumstritten von einigen Forschern aufgrund der Namensähnlichkeit mit dem Seher Mopsos der griechischen Sage in Verbindung gebracht wird, zumal dieser der Sage nach in Kilikien Städte gründete. Die in den Texten genannten Könige tragen ähnliche Namen, wobei es umstritten ist, ob damit ein oder zwei Könige gemeint sind. Unter der Annahme, es handele sich um zwei Könige, hieß einer Awariku und der andere Waraika oder Warika, der dann mit dem Urikki der assyrischen Texte identisch wäre. Drei Inschriften wurden auf ehemaligem Gebiet des aramäischen Staates Sam’al (Zincirli) gefunden, was bedeuten könnte, dass die Könige von Sam’al zeitweise unter den danunäischen Königen standen. Eine weitere phönizische Inschrift, die ins 7. Jahrhundert v. Chr. datiert und die auf dem Cebel İres Daği 15 Kilometer östlich von Alanya im Rauhen Kilikien gefunden wurde, nennt einen König Waraika (Wryk), also streckte sich die Herrschaft dieses Königs weit nach Westen.

## Andere mögliche Nennungen
Von diesen Inschriften wurde zuerst die Kulamuwa-Inschrift von Zincirli gefunden und 1912, ein Jahr nach ihrer Entdeckung, publiziert. Der Name des Feindes (DN[ ]YM) wurde bereits mit den in einem Amarnabrief genannten Danuna in Verbindung gebracht. Die Diskussion um die Danunäer kam aber erst ins Laufen, nachdem die 1946 entdeckten phönizischen Texte von Karatepe veröffentlicht wurden und die Danunäer in Kilikien lokalisiert werden konnten. Im Vorwort der Erstpublikation listet Barnett viele bezeugte Namen auf, die möglicherweise mit den Danunäern in Verbindung gebracht werden könnten, und zwar die in einem Amarna-Brief genannten Danuna, „einem Volk in Kinaḫna (Canaan)“, die Dnn zur Zeit von Ramses III., die in einer Obeliskinschrift Assurnasirbals genannten Dannuna, die DN(N)YM der Kilamuwa-Inschrift, zudem Luckenbills Vorschlag, den Inselnamen Iatnana (Zypern) hinzuzuziehen, und schließlich, aber ablehnend, die griechischen Danaoi. Außer diesen Völkern, werden von anderen auch noch die in der Ortsnamenliste des Pharaos Amenophis III. genannten Tanaju (Tj-n3-jj-w) und der biblische Stamm Dan diskutiert, wobei diese beiden Identifizierungen wenig Anerkennung finden.

### Land Danuna
In den Amarna-Briefen aus dem 14. Jahrhundert v. Chr. findet sich ein auf akkadisch geschriebener Brief des Königs Abimilki von Tyros (Brief EA 151) an den Pharao. Im Brief berichtet Abimilki, dass der König des Landes Danuna (KUR Da-nu-na) gestorben und nun dessen Bruder König sei, das Land aber in Ruhe lebe (Zeile 52). Unmittelbar danach wird berichtet, dass die halbe Stadt Ugarit abgebrannt sei, dass sich aber keine hethitischen Heere im Land befänden. Daraus wird ersichtlich, dass Danuna an der nördlichen Peripherie der ägyptischen Hegemonie in Syrien lag. Somit ist es denkbar, dass das Land Danuna in Kilikien zu lokalisieren ist.

### „Seevolk“ Denyen

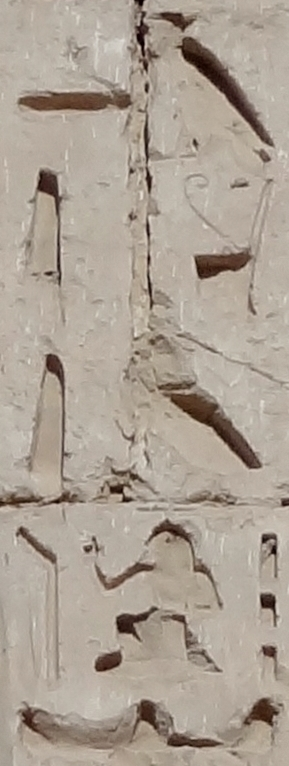
Danu in Hieroglyphen

Ungefähr 1177 v. Chr. kämpfte Ramses III., gemäß der Schilderungen in seinem Totentempel, gegen die Seevölker, ein Begriff der modernen Wissenschaft, unter denen sich auch die Denyen (Dnỉn / D3jnjw) befanden, welche nach dem Papyrus Harris I auf Inseln lebten. Diese Angabe wird teilweise auf die Ägäischen Inseln bezogen, was eine Verortung des Volkes in Kilikien ausschließe, außer man bezieht die Aussage von Emmanuel Laroche auf einige kleine Inseln, die dem Rauhen Kilikien vorgelagert sind. Dennoch schließen einige Forscher eine Identität der Denyen mit den Danunäern nicht aus und rechnen mit der Möglichkeit, dass sich ein Teil der in Kilikien ansässigen Danunäer den Seevölkern anschloss.